# По'о-Улі
По'о-Улі або чорнолиця квіткарка (Melamprosops phaeosoma) — ендемік острова Мауї на Гаваї. Рідкісний гавайський медоносець коричневого кольору з частково чорним обличчям, що нагадує маску бандита. Унікальну пташку було знайдено у 1973 році групою студентів Гавайських Університетів.
Ця співоча пташка мешкала з 1970 року на південно-західних схилах вулкана Халеакала. У 1981 році популяція По'о-Улі нараховувала 150 осіб, але за даними Служби рибних ресурсів та дикої природи США спостерігалося зниження популяції. Станом на 1997 рік були відомі 3 пташки, у 2004 році бачили одного По'о-Улі. У 2018 році вид чорнолицьої квіткарки визнано вимерлим. Причиною зникнення науковці назвали зміну природного середовища проживання, хвороби, зниження раціону харчування (улюбленою їжею цієї пташки були деревні равлики), а також занесення на Гаваї не ендемічних видів тварин, зокрема свиней, собак та пацюків, що безжально полювали на По'о-Улі.